# Рустемов, Айдер Исаевич
Айде́р Иса́евич Русте́мов (крымскотат. Ayder İsa oğlu Rustemov, Айдер Иса огълу Рустемов, укр. Айдер Ісайович Рустемов; род. 19 марта 1980, Ахунбабаев, Андижанская область) — крымскотатарский и украинский религиозный и общественный деятель. После раскола ДУМК на две части председатель отколовшейся части Духовного управления мусульман Крыма в Киеве, муфтий Крыма с 19 ноября 2016 года.

## Биография
Родился в Узбекской ССР в семье депортированных крымских татар.
В 1996 году уехал в Иорданию для получения исламского образования. Начал изучать арабский язык при Университете Аль аль-Бейт в Эль-Мафраке. В 1997 году получил необходимую квалификацию по арабскому языку и продолжил обучение на факультете основ религии того же университета. В 1998 году перевелся на факультет арабского языка и литературы, который окончил уже в 2001 году.
После возвращения на Украину в 2002 занялся исламской миссионерской деятельностью. Получил должность переводчика исламской литературы и научного шариатского редактора в издательстве «Ансар Фаундейшн», где проработал до 2006 года.
В 2004 году принимал участие в проекте «Ислам на Украине» Института философии им. Григория Сковороды.
В 2005 году начал предпринимательскую деятельность, работал в должности менеджера в компании «Ширинлер профиль» (2006), финансового директора в «Деком МВ» (2007), руководителя проектов в «ДСС Солюшнс» (2008—2012) и директора той же «ДСС Солюшнс» (2012—2015).
Заместитель главы Ассоциация мусульман Украины имама Сулеймана Хайруллаева.

### Муфтий
В 2016 году в ДУМК произошёл раскол. Основная часть организации продолжила легальную деятельность в российском правовом поле как Духовное управление мусульман Республики Крым и города Севастополь (ДУМКС), тогда как в Киеве при участии Меджлиса крымскотатарского народа было создано Духовное управление мусульман Крыма.
В сентябре 2016 года Меджлис приостановил членство действующего муфтия Крыма Эмирали Аблаева в организации.
19 ноября 2016 года крымскотатарские общины на территориях контролируемых Украиной, совместно с другими общинами мусульман страны инициировали создание Духовного управления мусульман Крыма для более эффективной организации и развития мусульманского сообщества Украины. Айдер Рустемов занял пост главы ДУМ Крыма, а также стал муфтием Крыма по украинской версии.
ДУМКС назвал киевский съезд нелегитимным и заявил, что единственным представителем мусульман на полуострове является именно ДУМКС.
5 декабря 2016 года совместно с представителями других мусульманских объединений Рустемов подписал Хартию мусульман Украины.
4 декабря 2019 года Айдер Рустемов встретился Владимиром Зеленским на встрече Президента Украины с представителями церквей и религиозных организаций Украины.
28 октября 2020 года Рустемов официально выразил свою позицию относительно событий во Франции, осудив антиисламские действия французского правительства, приведших к трагедии.
После российского вторжения на Украину выступил с осуждением действий России, обратившись к мусульманам России с призывом отказаться от участия в войне.